# Tococa raggiana
Tococa raggiana är en tvåhjärtbladig växtart som beskrevs av Michelangeli. Tococa raggiana ingår i släktet Tococa och familjen Melastomataceae. Inga underarter finns listade i Catalogue of Life.